# Cargohose

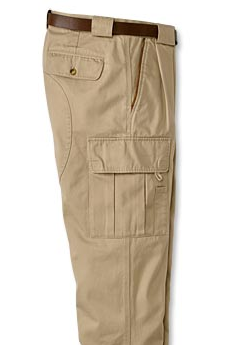
Cargohose

Eine Cargohose (engl.: cargo, deutsch: Frachtgut), auch Cargopants bzw. Cargo pants (beide Ausdrücke sind ein Pluraletantum) ist eine Hose (meist aus Baumwolle) mit aufgesetzten oder eingenähten Seitentaschen im Oberschenkel- oder Kniebereich. Die Cargohose wurde im Zweiten Weltkrieg für den militärischen Einsatz entwickelt und findet u. a. auch bei Arbeitern, Polizei oder Rettungsdiensten Verwendung. Daneben wird sie auch als Freizeitkleidung und zur Sportausübung (z. B. Trekking) getragen. Je nach Mode steht aber nicht nur der funktionale Charakter im Vordergrund, es gibt Cargohosen auch als Designerware. Von etwa 1990/95 bis um 2010/15 war die Cargohose in weiten Kreisen der Gesellschaft als Alltagsbekleidung akzeptiert, verlor dann aber recht plötzlich an Ansehen.